# ان‌جی‌سی ۱۰۱۵
ان‌جی‌سی ۱۰۱۵ (انگلیسی: NGC 1015) یک کهکشان مارپیچی میله‌ای است که در فاصله ۱۱۸ میلیون سال نوری در صورت فلکی نهنگ جای دارد.